# シュテファン・フォン・エスターライヒ
シュテファン・フォン・エスターライヒ（ドイツ語: Stefan von Österreich, 1817年9月14日 - 1867年2月19日）は、オーストリア帝国の皇族。ハンガリー語名はハーブスブルグ＝ロタリンギアイ・イシュトヴァーン（Habsburg–Lotaringiai István）。

## 生涯
ハンガリー宮中伯ヨーゼフ・アントン大公の長男としてブダに生まれる。母のアンハルト＝ベルンブルク＝シャウムブルク＝ホイム侯女ヘルミーネ（ヴィクトル2世の長女）はシュテファンと双子の姉妹ヘルミーネ・アマーリエを出産後間もなく死去し、2人は継母のマリア・ドロテアに育てられた。
1847年、父の死に伴ってハンガリー宮中伯位を継いだ。翌1848年に革命が勃発すると宮中伯位を廃されてハンガリーを追われ、母ヘルミーネから引き継いでいたナッサウのシャウムブルクに移り住んだ。以後宮中伯は置かれなかった。
1867年、マントンにおいて49歳で死去した。生涯独身であり、嗣子はいなかった。
鉱物コレクターであったため、銀鉱石の脆銀鉱（Stephanite）に命名されている。